# Elaeocarpus duclouxii
Elaeocarpus duclouxii är en tvåhjärtbladig växtart som beskrevs av François Gagnepain. Elaeocarpus duclouxii ingår i släktet Elaeocarpus och familjen Elaeocarpaceae. Utöver nominatformen finns också underarten E. d. funingensis.